# Ranitomeya imitator

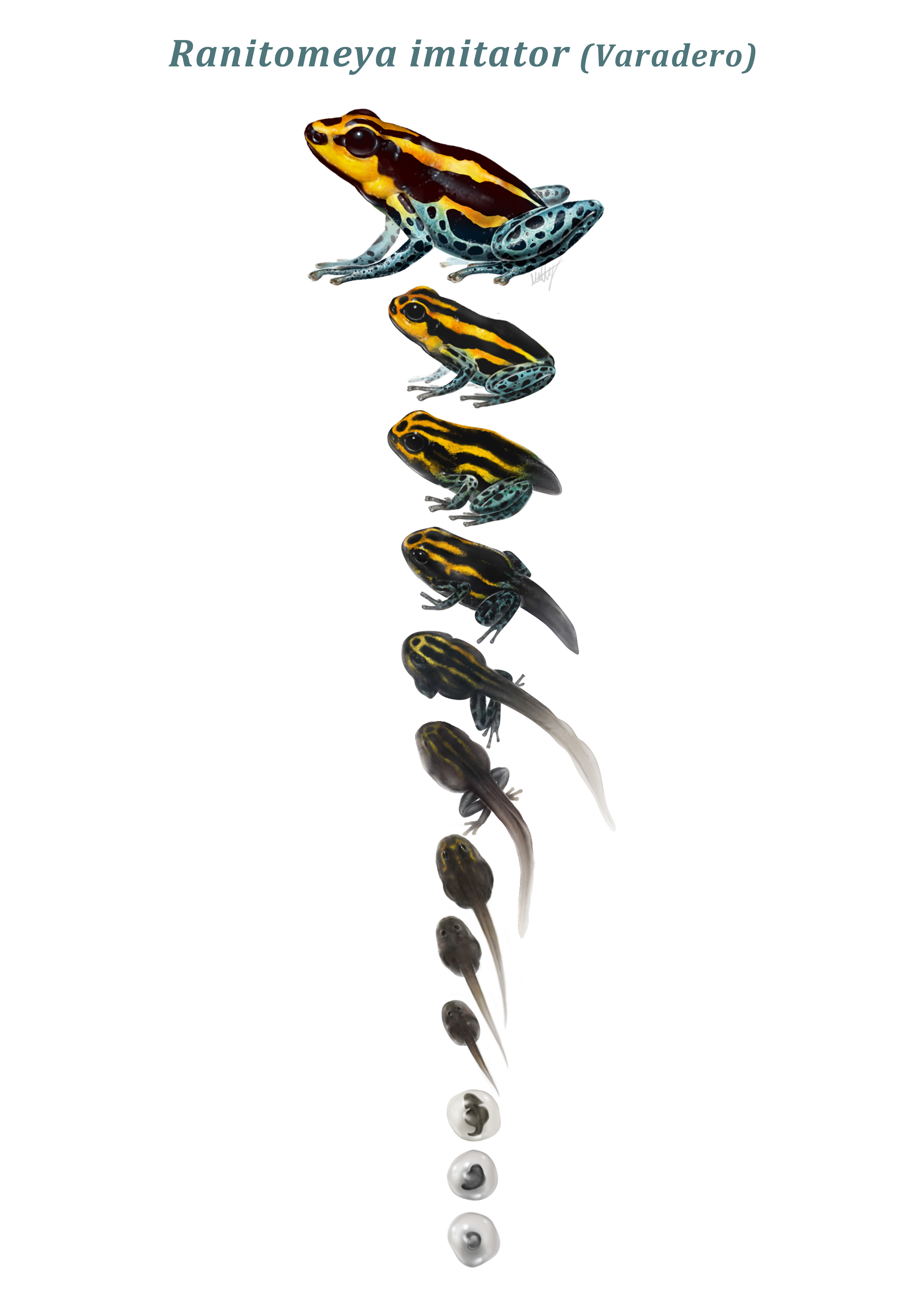
Utvecklingen hos pilgiftsgrodan R imitator.

Ranitomeya imitator är en groddjursart som först beskrevs av den tyske herpetologen Schulte 1986.  Ranitomeya imitator ingår i släktet Ranitomeya och familjen pilgiftsgrodor. IUCN kategoriserar arten globalt som livskraftig. Inga underarter finns listade i Catalogue of Life.

## Mimikry
Arten tillhör de mindre giftiga bland pilgiftsgrodorna och kan därför sägas varna för sitt gift, samtidigt som den döljer sig bland andra, betydligt giftigare pilgiftsgrodor, som en form av Bates mimikry.
Arten förekommer i ovanligt många morfpopulationer och har därför varit föremål för forskning kring predatorns roll för att skapa aposematiska mönster. Genom att exponera starkt åtskilda morfer av pilgiftsgrodan och studera hur rovdjuren reagerat, har man kunnat fastslå att den främmande morfen attackeras upp till fyra gånger så ofta, vilket stärker teorin om predatorns roll för utvecklandet av mimikry.